# Hoplopleura dissimilis
Hoplopleura dissimilis är en insektsart som beskrevs av Blagoveshtchensky 1972. Hoplopleura dissimilis ingår i släktet Hoplopleura och familjen gnagarlöss. Inga underarter finns listade i Catalogue of Life.